# Andreas zu Leiningen

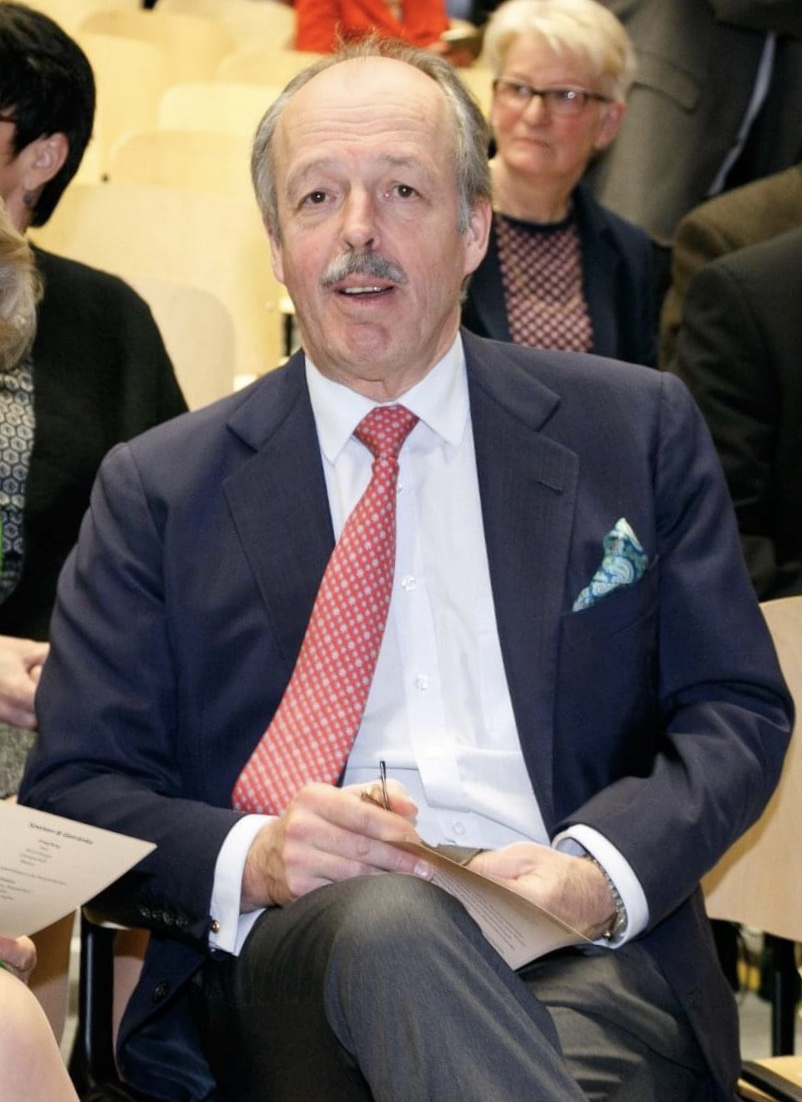
Andreas zu Leiningen, 2018

Andreas zu Leiningen (* 27. November 1955 in Frankfurt am Main) ist ein deutscher Unternehmer und seit 1991 Oberhaupt des ehemaligen Fürstenhauses Leiningen. Als dieses trägt er den hausinternen Namen des „8. Fürsten zu Leiningen“.

## Leben
Andreas Fürst zu Leiningen wurde als zweiter Sohn von Emich Kyrill Fürst zu Leiningen (1926–1991) und dessen Ehefrau Eilika Herzogin von Oldenburg (1928–2016) in Frankfurt am Main geboren. Seine Geschwister sind:
- Melitta (* 10. Juni 1951)
- Karl-Emich (* 12. Juni 1952)
- Stephanie (* 1. Oktober 1958)

Er ist seit 1991 das derzeitige Oberhaupt des Hauses Leiningen. Aufgrund der zweiten Heirat seines älteren Bruders Karl-Emich zu Leiningen mit der bürgerlichen Gabriele Renate Homey verlor dieser sein Recht, Oberhaupt des Hauses zu werden, weshalb Andreas seinem Vater post mortem als Chef des Hauses Leiningen nachfolgte. Als Nachkomme von Queen Victoria ist Andreas zu Leiningen zudem auch in der britischen Thronfolge vertreten.

## Ehe und Nachkommen
Seit dem 5. Oktober 1981 ist er mit Alexandra Prinzessin von Hannover (* 18. Februar 1959), einer Schwester von Ernst August von Hannover verheiratet. Das Ehepaar hat drei Kinder und drei Enkelkinder (Stand August 2023).
- Ferdinand	(* 8. August 1982), verheiratet mit Viktoria Luise von Preußen. Aus dieser Ehe stammen die Kinder Alexandra und Feodora;
- Olga (* 23. Oktober 1984);
- Hermann (* 13. September 1987), verheiratet mit Isabelle Heubach. Aus dieser Ehe stammt der Sohn Leopold.

## Vorfahren
| Ahnentafel Andreas zu Leiningen | Ahnentafel Andreas zu Leiningen                                                                    | Ahnentafel Andreas zu Leiningen                                                                      | Ahnentafel Andreas zu Leiningen                                                                                                 | Ahnentafel Andreas zu Leiningen | Ahnentafel Andreas zu Leiningen | Ahnentafel Andreas zu Leiningen | Ahnentafel Andreas zu Leiningen                                                                                 | Ahnentafel Andreas zu Leiningen                                                                                 |
| ------------------------------- | -------------------------------------------------------------------------------------------------- | --- | --- | --- | --- | --- | --- | --- |
| Alt-Eltern                      | Fürst Ernst zu Leiningen (1830–1904) ⚭ 1858 Prinzessin Marie von Baden (1834–1899)                 | Fürst Hermann zu Hohenlohe-Langenburg (1832–1913) ⚭ 1862 Prinzessin Leopoldine von Baden (1837–1903) | Großfürst Wladimir Alexandrowitsch Romanow (1847–1909) ⚭ 1874 Prinzessin Marie von Mecklenburg-Schwerin (1854–1920)             | Herzog Alfred von Sachsen-Coburg und Gotha, Herzog von Edinburgh (1844–1900) ⚭ 1874 Großfürstin Marija Alexandrowna Romanowa (1853–1920) | Großherzog Peter II. von Oldenburg (1827–1900) ⚭ 1852 Prinzessin Elisabeth von Sachsen-Altenburg (1826–1896)                       | Großherzog Friedrich Franz II. von Mecklenburg-Schwerin (1823–1883) ⚭ 1868 Prinzessin Marie Karoline Auguste von Schwarzburg-Rudolstadt (1850–1922) | Fürst Georg Victor von Waldeck und Pyrmont (1831–1893) ⚭ 1853 Prinzessin Helene von Nassau (1831–1888)          | Prinz Wilhelm zu Schaumburg-Lippe (1834–1906) ⚭ 1862 Prinzessin Bathildis von Anhalt-Dessau (1837–1902)         |
| Urgroßeltern                    | Fürst Emich zu Leiningen (1866–1939) ⚭ 1894 Prinzessin Feodora zu Hohenlohe-Langenburg (1866–1932) | Fürst Emich zu Leiningen (1866–1939) ⚭ 1894 Prinzessin Feodora zu Hohenlohe-Langenburg (1866–1932)   | Großfürst Kyrill Wladimirowitsch Romanow (1876–1938) ⚭ 1905 Prinzessin Victoria Melita von Sachsen-Coburg und Gotha (1876–1936) | Großfürst Kyrill Wladimirowitsch Romanow (1876–1938) ⚭ 1905 Prinzessin Victoria Melita von Sachsen-Coburg und Gotha (1876–1936)          | Großherzog Friedrich August von Oldenburg (1852–1931) ⚭ 1896 Prinzessin Elisabeth Alexandrine von Mecklenburg-Schwerin (1869–1955) | Großherzog Friedrich August von Oldenburg (1852–1931) ⚭ 1896 Prinzessin Elisabeth Alexandrine von Mecklenburg-Schwerin (1869–1955)                  | Fürst Friedrich von Waldeck und Pyrmont (1865–1946) ⚭ 1895 Prinzessin Bathildis zu Schaumburg-Lippe (1873–1962) | Fürst Friedrich von Waldeck und Pyrmont (1865–1946) ⚭ 1895 Prinzessin Bathildis zu Schaumburg-Lippe (1873–1962) |
| Großeltern                      | Karl zu Leiningen (1898–1946) ⚭ 1925 Maria Kirillowna Romanowa (1907–1951)                         | Karl zu Leiningen (1898–1946) ⚭ 1925 Maria Kirillowna Romanowa (1907–1951)                           | Karl zu Leiningen (1898–1946) ⚭ 1925 Maria Kirillowna Romanowa (1907–1951)                                                      | Karl zu Leiningen (1898–1946) ⚭ 1925 Maria Kirillowna Romanowa (1907–1951)                                                               | Nikolaus von Oldenburg (1897–1970) ⚭ 1921 Helene zu Waldeck und Pyrmont (1899–1948)                                                | Nikolaus von Oldenburg (1897–1970) ⚭ 1921 Helene zu Waldeck und Pyrmont (1899–1948)                                                                 | Nikolaus von Oldenburg (1897–1970) ⚭ 1921 Helene zu Waldeck und Pyrmont (1899–1948)                             | Nikolaus von Oldenburg (1897–1970) ⚭ 1921 Helene zu Waldeck und Pyrmont (1899–1948)                             |
| Eltern                          | Emich Kyrill zu Leiningen (1926–1991) ⚭ 1950 Eilika von Oldenburg (1928–2016)                      | Emich Kyrill zu Leiningen (1926–1991) ⚭ 1950 Eilika von Oldenburg (1928–2016)                        | Emich Kyrill zu Leiningen (1926–1991) ⚭ 1950 Eilika von Oldenburg (1928–2016)                                                   | Emich Kyrill zu Leiningen (1926–1991) ⚭ 1950 Eilika von Oldenburg (1928–2016)                                                            | Emich Kyrill zu Leiningen (1926–1991) ⚭ 1950 Eilika von Oldenburg (1928–2016)                                                      | Emich Kyrill zu Leiningen (1926–1991) ⚭ 1950 Eilika von Oldenburg (1928–2016)                                                                       | Emich Kyrill zu Leiningen (1926–1991) ⚭ 1950 Eilika von Oldenburg (1928–2016)                                   | Emich Kyrill zu Leiningen (1926–1991) ⚭ 1950 Eilika von Oldenburg (1928–2016)                                   |
| Andreas zu Leiningen (* 1955)   | | | | | | | | |